# LGA 2066
LGA 2066, o Zócalo R4, es un zócalo o socket de CPU de Intel que debutó con los procesadores Skylake-X y Kaby Lake-X en junio de 2017. La serie X usa los chipsets de la serie X299 "Basin Falls" para procesadores de alto rendimiento y sobremesa reemplazando a la serie procesadores que usan el zócalo Intel LGA 2011-v3, los cuales tienen arquitecturas Broadwell-E y Haswell-E y usan la serie de chipsets X99.